# 注泔镇
注泔镇，是中华人民共和国陕西省咸陽市乾县下辖的一个乡镇级行政单位。

## 行政区划
注泔镇下辖以下地区：
新华村、南注泔村、南北坳村、南道村、瓜赵村、周家村、张家村、羊牧村、健全村、注泔村、孔头村和东南村。